# Я плюю на ваши могилы: Дежавю
«Я плюю́ на ва́ши моги́лы: Дежавю́» (англ. I Spit on Your Grave: Déjà Vu) — американский сиквел фильма «День женщины» (1978) режиссёра Мейра Зарки. Премьера фильма в США состоялась 23 апреля 2019 года.

## Сюжет
Фильм является продолжением картины 1978 года «Я плюю на ваши могилы». Жертва изнасилования, произошедшего в 1970-х годах, стала известной писательницей и выпустила ставшую бестселлером книгу о тех событиях. Однако, теперь её и её взрослую дочь постигла месть родственников бывших насильников.

## В ролях
| Актёр            | Роль   |
| ---------------- | ------ |
| Камилла Китон    | Хиллз  |
| Джейми Бернадетт | Кристи |
| Джереми Фердман  | Скотт  |
| Джон Писи        | Кевин  |
| Холли Форристер  | Милли  |
| Филип К. Гавазер | Лероу  |

## Восприятие
Немецкое издание Lexikon des internationalen Films дало крайне негативную оценку фильму, отмечая: 
Во многом дилетантская и, за редким исключением, плохо сыгранная попытка приобщиться к жанровому кино 1970-х; прилизанный сексизм бессмысленного сюжета едва ли не более неприятен, чем садизм жестоких сцен.Оригинальный текст (нем.)Ein weitgehend dilettantischer, bis auf wenige Ausnahmen schlecht gespielter Versuch, ans 1970er-Jahre-Genrekino anzuschließen; der schmierige Sexismus der weitgehend sinnfreien Handlung ist dabei fast noch unangenehmer als der Sadismus der Gewaltszenen.